# Gaisbach (Baden-Baden)
Gaisbach ist ein Wohnplatz, der zum Baden-Badener Stadtteil Lichtental in Baden-Württemberg gehört.

## Geographische Lage
Gaisbach liegt, rechts und links umgeben von hohen Waldhängen, im untersten Tal des zuletzt westwärts laufenden Rubachs, der hundert Meter nach dem letzten Haus von rechts in den Oosbach mündet, den rechten Oberlauf der Oos. Der Ort hat heute nur drei Hausnummern. Die durchs Tal ziehende Landesstraße 79 verbindet ihn abwärts über Lichtental mit der Stadtmitte von Baden-Baden, aufwärts mit dem Schwarzwald-Pass Rote Lache und über die jenseitige Talsteige weiter mit Bermersbach und schließlich mit Forbach im oberen Murgtal.

## Geschichte
Zwischen Oberbeuern und Schmalbach, geschützt von Kuchenberg und Hummelsberg, liegt am östlichen Ende der das lang gestreckte Oostal durchziehenden Straße der Zinken Gaisbach. Zinken ist der sinnverwandte badische Ausdruck für Weiler, eine kleine Ansammlung von Höfen.
Nur ein paar Lehnshöfe und eine Sägemühle wurden vor Jahrhunderten am Zufluss des Rubachs in die Oos gebaut. Bauern, Waldarbeiter und Sägemüller erwirtschafteten dort ihren Lebensunterhalt.
Urkundlich wurde Gaisbach erstmals im Jahr 1253 erwähnt, zehn Jahre nach der ersten urkundlichen Bestätigung der Zisterzienserinnen-Abtei Lichtenthal und drei Jahre bevor Gaisbach in einem Dokument der Stadt Baden genannt worden war.
Mehr als 600 Jahre später legten Badener Geschäftsleute eine „Forellenzucht-Anstalt“ an der Stelle der stillgelegten Mühle an, die 1877 fertiggestellt war.
1884 wurde eine Gastwirtschaft eröffnet. 1910 gab der ehemalige Oberkellner Fritz Müller der Gastwirtschaft den Namen „Fischkultur“ und begann mit dem Ausbau eines Hotels.
Einen großzügigen weiteren Ausbau sollte das Hotel zu Beginn der 1940er Jahre erfahren, offenbar mit der Absicht, dem nationalsozialistischen Statthalter der Region eine komfortable und strategisch günstige Unterkunft zu ermöglichen, was aber durch den Zweiten Weltkrieg verhindert wurde.
1965 erlangten die Forellenzuchtanlage und das Hotel Fischkultur durch die dort gedrehte erfolgreiche Fernsehserie Der Forellenhof bundesweit Aufmerksamkeit. Der Name des Hotels wurde in Waldhotel Forellenhof geändert.